# Гизи, Андреа

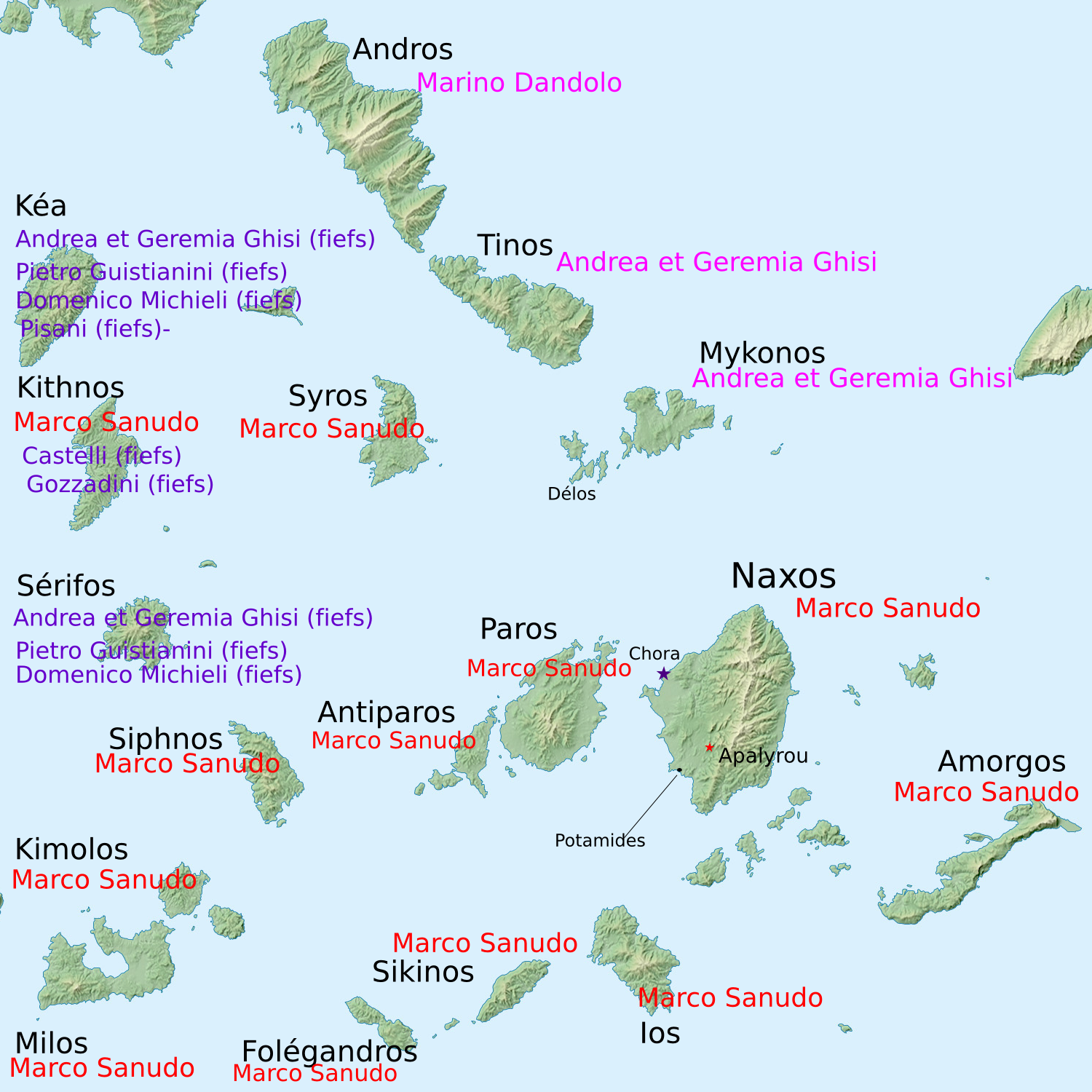
Распределение Эгейских островов среди завоевателей

Андреа Гизи (Andrea Ghisi) (р. 1185/90, ум. после 1243) — венецианский крестоносец, сеньор Тиноса и Микеноса.
До 1207 года в исторических источниках не упоминается.
В 1207 году вместе с братом Джеремия участвовал в организованной Марко Санудо экспедиции и отвоевал у Никейской империи греческие острова Микенос, Скирос, Скиафос, Серифос, Тинос, Аморгос и Хиос. При разделе этих владений Андреа получил Тинос и Микенос.
Последний раз прижизненно упоминается в документе 1243 года.
В 1237 или 1238 году Джеремия Гизи с помощью брата захватил остров Андрос, принадлежавший Марино Дандоло. Тот обратился в суд Венеции, но вскоре умер. Тем не менее суд вынес своё решение и 11 августа 1243 года приговорил братьев Гизи к конфискации их имущества на территории венецианских владений. Однако Андрос  (на который претендовали вдова Марино Дандоло Фелиза и её новый муж Джакопо Кверини, и сестра Марино Дандоло Мария Доро) не был возвращён, и после смерти Джеремия Гизи он отошёл к герцогу Наксоса.
Имя и происхождение жены Андреа Гизи не известны. Двое сыновей:
- Филиппо, сеньор Тиноса и Микеноса, по правам жены — сеньор Аморгоса.
- Андреа. Его сын Бартоломео I унаследовал Тинос и Микенос. Внук - Джорджо I Гизи.